# Dicnemon robbinsii
Dicnemon robbinsii là một loài rêu trong họ Dicnemonaceae. Loài này được E.B. Bartram B.H. Allen mô tả khoa học đầu tiên năm 1987.